# Communauté de communes de la Haute Saulx
Die Communauté de communes de la Haute Saulx war ein französischer Gemeindeverband mit der Rechtsform einer Communauté de communes im Département Meuse in der Region Grand Est. Sie wurde am 23. Dezember 1998 gegründet und umfasste 14 Gemeinden. Der Verwaltungssitz befand sich im Ort Montiers-sur-Saulx.

## Historische Entwicklung
Mit Wirkung vom 1. Januar 2017 fusionierte der Gemeindeverband mit
- Communauté de communes de la Saulx et du Perthois sowie
- Communauté de communes du Val d’Ornois

und bildete so die Nachfolgeorganisation Communauté de communes Haute Saulx et Perthois-Val d’Ornois.

## Ehemalige Mitgliedsgemeinden
1. Biencourt-sur-Orge
2. Le Bouchon-sur-Saulx
3. Brauvilliers
4. Bure
5. Couvertpuis
6. Dammarie-sur-Saulx
7. Fouchères-aux-Bois
8. Hévilliers
9. Mandres-en-Barrois
10. Ménil-sur-Saulx
11. Montiers-sur-Saulx
12. Morley
13. Ribeaucourt
14. Villers-le-Sec